# La Sentiu de Sió
La Sentiu de Sió est une commune de la province de Lérida, en Catalogne, en Espagne, de la comarque de Noguera